# تشونغ دونغ هون
تشونغ دونغ هون (مواليد 1932) هو ملاكم كوري جنوبي، مثّل بلاده في الألعاب الأولمبية الصيفية 1956.

## روابط خارجية
تشونغ دونغ هون على موقع أوليمبيديا (الإنجليزية)